# ISO 639
La norma ISO 639 de códigos para lenguas y grupos o familias de lenguas.
- ISO 639-1 (2002): Códigos para la representación de nombres de lenguas -- Parte 1: Códigos alfa-2
  - Códigos de dos letras para algunas lenguas.
- ISO 639-2 (1998): Códigos para la representación de nombres de lenguas -- Parte 2: Códigos alfa-3
  - Códigos de tres letras para lenguas y grupos de lenguas. Incluye códigos para todas las lenguas en la parte 1.
- ISO 639-3 (2007): Códigos para la representación de nombres de lenguas -- Parte 3: Códigos alfa-3 para un tratamiento exhaustivo de las lenguas.
  - Códigos de tres letras para lenguas. Tiene más códigos que la parte 2 pero no incluye los grupos de lenguas que están en la parte 2.
- ISO 639-4 (2010): Códigos para la representación de nombres de lenguas -- Parte 4: Principios generales para la codificación de la representación de nombres de las lenguas y entidades relacionadas, y las directrices para su aplicación.
- ISO 639-5 (2008): Códigos para la representación de nombres de lenguas -- Parte 5: Códigos alfa-3 para las familias de lenguas y grupos de lenguas.
- ISO 639-6 (2009): Códigos para la representación de nombres de lenguas -- Parte 5: Códigos alfa-4 para una cobertura completa de variantes lingüísticas.